# Institut d'Estratègia Turística de les Illes Balears
L'Institut d'Estratègia Turística de les Illes Balears (INESTUR), és una empresa pública depenent de la  Conselleria de Turisme del Govern de les Illes Balears creada l'any 2004 (Decret 5/2004, de 23 de gener, modificat després pel Decret 90/2009, de 18 de desembre). Se n'ocupa de les activitats relacionades amb la qualitat turística, la recerca i tecnologies turístiques, i les inversions per a la millora de l'entorn turístic.

## Organització
L'INESTUR s'organitza en òrgans de govern i òrgans de gestió. Entre els primers hi ha el president, que és el titular de la Conselleria de Turisme, i el Consell d'Administració. Aquest darrer està integrat pel president, el director general d'ordenació turística, un secretari, i set vocals: el secretari general de la Conselleria de Turisme, el director general de promoció turística, un representant de la Presidència del Govern, un representant de la Conselleria d'Economia, un representant de la Conselleria de Funció Pública, un representant de l'Advocacia de la comunitat autònoma, i el director gerent de l'INESTUR.
Els òrgans de gestió són el director gerent i els tres caps d'àrea. Tots ells són nomenats lliurement pel president de l'institut. Des del 8 de gener de 2010 el director gerent de l'INESTUR és Josep Lliteres Vidal.

## Funcions
Per al compliment de la seva finalitat institucional l'INESTUR desenvolupa les seves activitats i s'organitza en tres àrees: 
- Qualitat Turística (IQT)
- Recerca i Tecnologies Turístiques (CITTIB)
- Inversions per a la Millora de l'Entorn Turístic (IMET)

### Qualitat Turística (IQT)
Corresponen a aquesta àrea les següents funcions:
1. El desenvolupament de programes, sistemes i plans de qualitat referits al sector turístic, després de l'estudi previ de les conjuntures, per mitjà de les anàlisis de qualitat.
2. La formació i l'assessorament de personal que, de manera directa o indirecta, desenvolupa funcions relatives a processos de qualitat turística.
3. La promoció de l'associacionisme com a mitjà per impulsar el desenvolupament i la implantació de la qualitat en els productes turístics.
4. L'atorgament dels distintius de qualitat IQT.
5. La comercialització i la promoció dels productes i serveis de l'IQT.
6. La gestió i l'impuls dels sistemes telemàtics com a eina imprescindible d'implantació de qualitat en els productes turístics.
7. El desenvolupament de plans de qualitat dels productes turístics especialitzats que es creen des de l'Institut.
8. Qualsevol altra finalitat que contribueixi a la millora i la implantació de la qualitat en els productes turístics, a més de la millora dels seus sistemes de gestió.

### Recerca i Tecnologies Turístiques (CITTIB)
Les seves funcions són:
1. L'organització i l'establiment d'un sistema integral d'informació turística que permeti el coneixement, el seguiment i l'anàlisi de fluxos turístics.
2. L'organització i l'establiment d'un sistema integral de documentació.
3. El disseny de línies d'anàlisi i de prospectiva turística, d'anàlisi de demanda i comportament dels mercats.
4. La informació turística.
5. La investigació, el desenvolupament, l'estudi i la implantació de les tecnologies que hi ha a la indústria turística i el foment de les activitats esmentades.
6. La publicació, la distribució, la difusió i l'explotació comercial de tots els estudis, informes, investigacions, dades o recursos que consideri d'utilitat per a la indústria turística en general.
7. La investigació, l'anàlisi i els estudis sobre els productes turístics especialitzats.
8. La proposició, el disseny o l'execució de qualsevol altra activitat d'estudi, innovació i investigació que contribueixi a un millor coneixement o desenvolupament del sector turístic per a la més adequada promoció d'aquest.

### Inversions per a la Millora de l'Entorn Turístic (IMET)
Són funcions d'aquesta àrea:
1. La realització de projectes, activitats i actuacions destinades a la millora de l'entorn turístic i, en particular, a la remodelació i la rehabilitació de zones turístiques.
2. La projecció, la construcció, la conservació, l'explotació i la promoció, per si mateixa o mitjançant terceres persones, d'infraestructures destinades a la millora de l'entorn turístic.
3. El desenvolupament i l'execució d'actuacions de reutilització i esponjament de zones turístiques, per mitjà dels instruments prevists en la normativa vigent en matèria d'ordenació del territori.
4. L'adquisició, per qualsevol forma prevista en dret, de béns patrimonials.
5. La creació, el desenvolupament i la promoció de productes turístics especialitzats.
6. Qualsevol altra activitat destinada a la millora de l'entorn turístic.